# ひいらぎかざろう
「ひいらぎかざろう」（Deck the hall with boughs of holly または Deck the halls With boughs of holly または略して Deck the holls）は、クリスマスに歌われる賛美歌、クリスマスソング。原曲はウェールズの世俗的な新年のカロル "Nos galan" である。ウェールズの民謡としては明るく、軽快な歌。AABAまたはAABCの構造になっている。英語圏を中心に世界中で親しまれるキャロルのひとつ。日本語訳は松崎功である。
クリスマスの飾り付けに使われるセイヨウヒイラギ（西洋柊、学名：Ilex aquifolium）は、別名Christmas holly（単に「Holly」とも）とも呼ばれ、原題の「boughs of holly」は“ひいらぎ(柊)の枝”を意味する。ケルト人たちは、セイヨウヒイラギを「死と再生のシンボル」として崇拝していた。
各行の後半にある「ファララ」は西欧諸国のマドリガルやバレッタによくみられるはやし言葉である。

## 所収
- 『賛美歌第二編』第129番